# مزرعة كاظم زار (علي أباد ملك)
مزرعة کاظم زار (بالفارسية: مزرعه کاظم زارع) هي منطقة سكنية تقع في إيران في قسم علي أباد ملك الريفي.